# 富谷鉎太郎
富谷 鉎太郎（とみたに しょうたろう、安政3年10月5日（1856年11月2日） - 昭和11年（1936年）5月5日）は、日本の裁判官。大審院判事・部長、東京控訴院長、大審院院長、貴族院勅選議員を歴任。本職の傍ら帝国大学法科大学・和仏法律学校（現・法政大学）・明治法律学校で講師を務めた。明治大学学長。

## 略歴
- 1856年下野国に生まれる。父・豊義。
- 1884年7月 司法省法学校卒・法律学士。同省御用掛。
- 1886年2月 - 1890年（明治23年）2月 法学修業並裁判事務研究のため欧州に派遣される。
- 1890年7月 判事補・東京始審裁判所詰。
- 1890年10月 名古屋控訴院判事。
- 1891年1月 東京控訴院判事。
- 1894年4月 東京控訴院部長。
- 1899年3月 法学博士。
- 1900年12月 大審院判事。
- 1903年12月 大審院部長。
- 1912年7月 - 10月 欧州に出張し、オランダで開催の手形法制統一万国会議に出席する。
- 1912年12月23日 東京控訴院長（1921年6月13日まで）。
- 1921年6月13日 東京控訴院長を退職し、横田国臣後、同年10月5日まで大審院長。
- 1921年6月 - 1924年11月 明治大学学長。
- 1922年2月 - 1936年5月 勅選貴族院議員。

## 人と業績

### 法曹として
1886年から1890年までの欧州派遣や1912年オランダでの手形法制統一万国会議での経験もあり、自由主義的な考え方を持ち国際法にも関心が深かった。
司法省法学校2期生で原敬と同期であり1921年6月13日に 原内閣の任命により長期にわたった横田國臣の後を受け大審院院長。
同年10月には4カ月のみで退職するが、その後、原敬の暗殺事件があった。11月からは体制の変わった内閣のもと大逆事件が急速な裁判により展開した。

### 教育者として
本職の傍ら東京大学法学部、帝国大学法科大学、和仏法律学校、明治法律学校で講師を務めた。また法政大学でも教えている。
明治大学学長を1921年から1924年までつとめたが、大正12年9月1日に関東大震災があり大学図書館も焼失した。「真の大学とは図書館にあり」（「学報」84）という大学の方針により、充実を図ってきた施設、蔵書のほぼすべてが灰になってしまった。しかし、それからの取り組みははやく、蔵書再興のため図書寄贈の呼びかけが海外にまで行われ1年たらずで500余名の方々から1万冊近くが贈られた。校友のみならず、学外の篤志家、一般市民340名からも寄贈があった。このさい、大勢の人々が協力し世界中に呼びかけて書籍の寄付を受けて図書館を再建した時の一員である。
また、大学間の連携もあり、同年12月15日 震災で図書館焼失の窮状に際し早稲田大学図書館が支援を開始し、早大図書館が試験期に開放されている。
明治大学図書館は日本の大学図書館としては初めて地域に開放され地域連携している。
現在も千代田区や杉並区、川崎市多摩区などと地域への開放と連携を深め地域と協力している。

## 栄典
位階
- 1896年（明治29年）7月30日 - 正六位[1]
- 1900年（明治33年）11月10日 - 正五位[2]
- 1916年（大正5年）2月21日 - 従三位[3]

勲章等
- 1901年（明治34年）6月27日 - 勲五等瑞宝章[4]
- 1902年（明治35年）12月27日 - 勲四等瑞宝章[5]
- 1903年（明治36年）5月21日 - 旭日小綬章・金杯一個[6]
- 1906年（明治39年）4月1日 - 勲三等旭日中綬章[7]
- 1915年（大正4年）11月10日 - 大礼記念章（大正）[8]

## 家族
娘のトミは角利助の長男・利一の妻。